# Günther Deschner
Pour les articles homonymes, voir Deschner.
Günther Deschner, né le 14 mai 1941 à Fürth et mort le 11 janvier 2023, est un historien et un journaliste allemand.
Intellectuel de la Neue Kultur, un courant de la Nouvelle droite allemande, il est aussi connu pour ses recherches consacrées aux problématiques du Moyen-Orient et pour son soutien à la cause kurde.

## Biographie
Deschner fait des études d'histoire et de science politique à l'université d'Erlangen-Nürnberg. En 1968, il soutient sa thèse de doctorat consacrée à l'influence d'Arthur de Gobineau en Allemagne. Il travaille ensuite dans la presse, notamment pour le quotidien Die Welt, ainsi que pour des revues comme Criticón, pour l'hebdomadaire Junge Freiheit, et pour la revue française Nouvelle École. 
À la fin des années 1980, il commence à tourner aussi des reportages et des documentaires.  
Il est l'auteur de travaux de recherches sur différentes périodes de l'histoire allemande, dont la Prusse du XVIIIe siècle et le Troisième Reich. Il publie notamment, en 1977, une biographie de Reinhard Heydrich (1904-1942), qui est considérée comme le premier travail de référence sur le sujet. 

### La cause kurde
Deschner s'intéresse très tôt à la cause kurde. À partir de 1972, il effectue plusieurs séjours au Kurdistan et suit les évolutions des mouvements et des partis kurdes. Il s'est notamment entretenu avec Mustafa Barzani, avec Jalal Talabani, le président de l'Union patriotique du Kurdistan, et avec le président et fondateur du Parti des travailleurs du Kurdistan, Abdullah Öcalan, qui sera enlevé, puis emprisonné en Turquie en 1999.
Il est l'auteur de plusieurs ouvrages, comme Saladins Söhne (Les fils de Saladin, 1983), Die Kurden - Das betrogene Volk (Les Kurdes, le peuple dupé, 1989) et Die Kurden - Volk ohne Staat (Les Kurdes, un peuple sans État, 2003), dans lesquels il décrit en profondeur les conditions historiques, politiques et économiques de l'existence du peuple kurde,,.

## Œuvres
- Gobineau und Deutschland: Der Einfluß von J. A. de Gobineaus „Essai sur inégalité des races humaines“ auf die deutsche Geistesgeschichte 1853-1917, Erlangen-Nürnberg 1968, Thèse de doctorat soutenue à l'université d'Erlangen-Nürnberg, Philosophische Fakultät, 2. février 1968, 194 p.
- Reinhard Heydrich. Statthalter der totalen Macht, Bechtle, Esslingen am Neckar 1977, Rééd.: Reinhard Heydrich. Biographie eines Reichsprotektors. 5. erweiterte Auflage, Universitas, Munich, 2008,  (ISBN 978-3-8004-1482-6).
- Saladins Söhne: Die Kurden – das betrogene Volk, Droemer Knaur, Munich, 1983  (ISBN 3-426-26098-0).
- Der 2. Weltkrieg. Bilder, Daten, Dokumente, Bertelsmann, Gütersloh/Berlin/München/Wien, 1983  (ISBN 3-570-05345-8).
- Gab es ein „Unternehmen Barbarossa“ der Westmächte? Eine historische Betrachtung, Kleine SWG-Reihe, Heft 42, . SWG, Staats- und Wirtschaftspolitische Gesellschaft, Hambourg, 1984  (ISBN 3-88527-063-3).
- Die Kurden, das betrogene Volk, Straube, Erlangen/Bonn/Wien, 1989  (ISBN 3-927491-02-0).
- Die Kurden. Volk ohne Staat, Herbig, Munich, 2003  (ISBN 978-3-7766-2358-1).
- Bomben auf Baku, Kriegspläne der Alliierten gegen die Sowjetunion 1939/1940, Edition Antaios, Schnellroda, 2009  (ISBN 978-3-935063-87-6).
- Friedrich der Große und sein Preußen in historischen Gemälden, Orion-Heimreiter, Kiel, 2010  (ISBN 978-3-89093-900-1).